# Bercel
Bercel es un pueblo ubicado en el condado de Nógrád, Hungría.

## Superficie
Posee una superficie de 35,90 kilómetros cuadrados.

## Demografía
Hasta 2021 la población era de 1883 habitantes, con una densidad de población de 52,45 habitantes por kilómetro cuadrado.